# کازوهیسا ایریی
کازوهیسا ایریی (انگلیسی: Kazuhisa Irii؛ زادهٔ ۱۸ اکتبر ۱۹۷۰) بازیکن فوتبال اهل ژاپن است.
از باشگاه‌هایی که در آن بازی کرده‌است می‌توان به باشگاه فوتبال کاشیما آنتلرز و باشگاه فوتبال کاشیوا ریسول اشاره کرد.